# その向こうへ
「その向こうへ」は、日本のバンド10-FEETの14枚目のシングルである。2011年11月2日発売。発売元はユニバーサルミュージック。

## 概要
前作から約1年2ヶ月ぶりとなるシングル。オリコンチャートで、シングルとしてはバンド最高となる8位を記録した。

## 収録曲
1. その向こうへ
作詞・作曲：TAKUMA、編曲：10-FEET
楽曲製作したのは、リリースから2年前の2009年であった。（メンバー曰く、「これはいい曲だからとっておこう。ってなってストックした。」）
2. 淋しさに火をくべ
作詞・作曲：TAKUMA、編曲：10-FEET
3. short story
作詞・作曲：TAKUMA、編曲：10-FEET